# Eupithecia bella
Eupithecia bella là một loài bướm đêm trong họ Geometridae.